# Łokutki (obwód iwanofrankiwski)
Łokutki (ukr. Локітка) – wieś na Ukrainie w rejonie tłumackim obwodu iwanofrankiwskiego.
Pod koniec XIX w. wieś w powiecie tłumackim.